# Mollyfalva
Mollyfalva (szerbül Молин / Molin, németül Molidorf) egy mára már nem létező bánsági falu, amelyet 1832-ben telepítettek németek gróf Zichy-Ferraris Ferenc birtokára és 1961-ben néptelenedett el a talajvíz miatt.

## Fekvése
A falu a mai magyarcsernyei község területén feküdt, amely közigazgatásilag Közép-Bánát része. A környező települések a következők: Bozitópuszta, Pálmajor, Torontáltorda, Basahíd, Töröktopolya, Tóba és Magyarcsernye.

## Jelene
A település helyén ma pár romos épület található. A hely benőtt gazzal és paréval és vadászterületként lett kihasználva.

## Népességváltozás
- 1869: 794
- 1880: 783
- 1900: 1202
- 1910: 1060
- 1921: 1272
- 1931: 1203
- 1948: 423
- 1953: 1121